# أنتونيس جاورجيادس
أنتونيس جاورجيادس (باليونانية: Αντώνης Γεωργιάδης)‏ هو مدرب كرة قدم ولاعب كرة قدم يوناني، ولد في 25 يناير 1933 في دراما في اليونان، وتوفي بنفس المكان في 16 نوفمبر 2020. لعب مع Doxa Drama F.C. ‏.